# 必筆超人ライトロン
必筆超人ライトロンは、綾部市、京都府北部を中心に2025年7月1日より活動しているローカルヒーローである。作者である津城輝宏が中学生の頃描いた絵が原画となっており、それを参考に新たに描き、物語を設定し、作者本人により造形・製作された。
モチーフは鉛筆であり、惑星C3000という星から指令を受けやってきた炭素の宇宙人である。
キャッチコピーは『書け！描け！未来を描け！ライトロン』